# ميلانو-تورينو 2023
ميلانو-تورينو 2023 (بالإيطالية: Milano-Torino 2023)‏ هو سباق دراجات هوائية، وهو الموسم 104 من ميلانو-تورينو، وأقيم في 15 مارس 2023 ضمن سباقات سلسلة سباقات الاتحاد الدولي للدراجات للمحترفين 2023.
فاز بالمركز الأول Arvid de Kleijn ‏، وفاز بالمركز الثاني فرناندو جافيريا، وفاز بالمركز الثالث Casper van Uden ‏.

## الفرق
| فرق عالمية (10)- AG2R Citroën Team - Astana Qazaqstan Team - Bora-Hansgrohe - EF Education-EasyPost - Intermarché-Circus-Wanty - Movistar Team - Arkéa-Samsic - Team DSM - Team Jayco AlUla - Trek-Segafredo فرق برو (7)- بنجوال باوليز ساوكس دبليو بي ‏ - فريق إيولو كوميت لركوب الدراجات 2023 ‏ - Green Project-Bardiani CSF-Faizanè - Israel-Premier Tech - Q36.5 Pro Cycling Team ‏ - Team Solution Tech–Vini Fantini ‏ - سويس ريسينغ أكادمي 2023 ‏ |  |
| |  |

## المشاركون
| Astana Qazaqstan Team AST | Astana Qazaqstan Team AST | Astana Qazaqstan Team AST |
| ------------------------- | ------------------------- | ------------------------- |
| م                         | عداء                      | مرتبة                     |
| 1                         | مارك كافنديش (طريق)       | 33                        |
| 2                         | سيس بول                   | 49                        |
| 3                         | Yevgeniy Fedorov ‏         | 25                        |
| 4                         | دافيدي مارتينيلي          | 60                        |
| 5                         | Aleksandr Riabushenko ‏    | 40                        |
| 6                         | Gleb Syritsa ‏             | 27                        |
| 7                         | بيترو فيلاسكو             | 88                        |

| AG2R Citroën Team ACT | AG2R Citroën Team ACT | AG2R Citroën Team ACT |
| --------------------- | --------------------- | --------------------- |
| م                     | عداء                  | مرتبة                 |
| 11                    | بينوا كوسنيفروي       | 92                    |
| 12                    | Lawrence Naesen ‏      | 21                    |
| 13                    | أوليفر ناسن           | 106                   |
| 14                    | مايكل شير             | 98                    |
| 15                    | جريج فان أفرمت        | 41                    |
| 16                    | أندريا فيندرام        | 8                     |
| 17                    | Larry Warbasse ‏       | 95                    |

| بنجوال باوليز ساوكس دبليو بي ‏ BWB | بنجوال باوليز ساوكس دبليو بي ‏ BWB | بنجوال باوليز ساوكس دبليو بي ‏ BWB |
| --------------------------------- | --------------------------------- | --------------------------------- |
| م                                 | عداء                              | مرتبة                             |
| 21                                | ماتيو مالوسيلي                    | 113                               |
| 22                                | Johan Meens ‏                      | 87                                |
| 23                                | Rémy Mertz ‏                       | 103                               |
| 24                                | Dimitri Peyskens ‏                 | 105                               |
| 25                                | Alexander Salby ‏                  | 51                                |
| 26                                | ماركو تيزا                        | 107                               |
| 27                                | Aaron Van der Beken ‏              | 36                                |

| Bora-Hansgrohe BOH | Bora-Hansgrohe BOH | Bora-Hansgrohe BOH |
| ------------------ | ------------------ | ------------------ |
| م                  | عداء               | مرتبة              |
| 31                 | Jordi Meeus ‏       | 7                  |
| 32                 | جيوفاني أليوتي     | 102                |
| 33                 | Shane Archbold ‏    | 32                 |
| 34                 | Matteo Fabbro ‏     | 101                |
| 35                 | باتريك كونراد      | 94                 |
| 36                 | Victor Koretzky ‏   | 26                 |
| 37                 | Matt Walls ‏        | 63                 |

| EF Education-EasyPost EFE | EF Education-EasyPost EFE | EF Education-EasyPost EFE |
| ------------------------- | ------------------------- | ------------------------- |
| م                         | عداء                      | مرتبة                     |
| 41                        | ألبرتو بيتول              | 61                        |
| 42                        | ريتشارد كاراباز (طريق)    | 72                        |
| 43                        | Stefan de Bod ‏            | 82                        |
| 44                        | ينس كوكلاير               | 79                        |
| 45                        | جيمس شو                   | 96                        |
| 46                        | ماريجن فان دن بيرغ        | 17                        |
| 47                        | Łukasz Wiśniowski ‏        | 30                        |

| إيولو كوميت ‏ EOK | إيولو كوميت ‏ EOK  | إيولو كوميت ‏ EOK |
| ---------------- | ----------------- | ---------------- |
| م                | عداء              | مرتبة            |
| 51               | ميركو مايستري     | 13               |
| 52               | بيترو بيفيلاكوا   | 34               |
| 53               | Giovanni Lonardi ‏ | 35               |
| 54               | David Martin ‏     | 22               |
| 55               | Andrea Pietrobon ‏ | 110              |
| 56               | Samuele Rivi ‏     | 29               |
| 57               | Javier Serrano ‏   | 14               |

| Green Project-Bardiani CSF-Faizanè BCF | Green Project-Bardiani CSF-Faizanè BCF | Green Project-Bardiani CSF-Faizanè BCF |
| -------------------------------------- | -------------------------------------- | -------------------------------------- |
| م                                      | عداء                                   | مرتبة                                  |
| 61                                     | Filippo Fiorelli ‏                      | 23                                     |
| 62                                     | Iker Bonillo ‏                          | 43                                     |
| 63                                     | Lorenzo Conforti ‏                      | 38                                     |
| 64                                     | Luca Colnaghi ‏                         | 28                                     |
| 65                                     | Davide Gabburo ‏                        | 16                                     |
| 66                                     | Alessio Nieri ‏                         | 108                                    |
| 67                                     | Alessandro Pinarello ‏                  | 52                                     |

| Intermarché-Circus-Wanty ICW | Intermarché-Circus-Wanty ICW | Intermarché-Circus-Wanty ICW |
| ---------------------------- | ---------------------------- | ---------------------------- |
| م                            | عداء                         | مرتبة                        |
| 71                           | بينيام جيرماي                | 18                           |
| 72                           | نيكولو بونيفازيو             | 69                           |
| 73                           | Francesco Busatto ‏           | 42                           |
| 74                           | Sven Erik Bystrøm ‏           | 56                           |
| 75                           | ايمي دي جندت                 | 83                           |
| 76                           | مايك تيونسين                 | لم يبدأ                      |
| 77                           | لويك فليجن                   | 84                           |

| Israel-Premier Tech IPT | Israel-Premier Tech IPT | Israel-Premier Tech IPT |
| ----------------------- | ----------------------- | ----------------------- |
| م                       | عداء                    | مرتبة                   |
| 81                      | إيتامار أينهورن (طريق)  | 4                       |
| 82                      | بن هيرمانز              | 54                      |
| 83                      | Alastair Mackellar ‏     | 86                      |
| 84                      | Nadav Raisberg ‏         | 57                      |
| 85                      | Jens Reynders ‏          | 11                      |

| Movistar Team MOV | Movistar Team MOV | Movistar Team MOV |
| ----------------- | ----------------- | ----------------- |
| م                 | عداء              | مرتبة             |
| 91                | فرناندو جافيريا   | 2                 |
| 92                | Juri Hollmann ‏    | 47                |
| 93                | جون جاكوبس        | 58                |
| 94                | Oier Lazkano ‏     | 66                |
| 95                | لويس ماس          | 20                |
| 96                | Iván Romeo ‏       | 59                |
| 97                | غونزالو سيرانو    | 12                |

| Q36.5 Pro Cycling Team ‏ Q36 | Q36.5 Pro Cycling Team ‏ Q36 | Q36.5 Pro Cycling Team ‏ Q36 |
| --------------------------- | --------------------------- | --------------------------- |
| م                           | عداء                        | مرتبة                       |
| 101                         | ماتيو موشيتي                | 5                           |
| 102                         | ماتيو باديلاتي              | 62                          |
| 103                         | Marcel Camprubí ‏            | 64                          |
| 104                         | كوري ديفيس ‏                 | 48                          |
| 105                         | Alessandro Fedeli ‏          | 76                          |
| 106                         | توبياس لودفيجسون            | 39                          |
| 107                         | Cyrus Monk ‏                 | 45                          |

| Arkéa-Samsic ARK | Arkéa-Samsic ARK  | Arkéa-Samsic ARK |
| ---------------- | ----------------- | ---------------- |
| م                | عداء              | مرتبة            |
| 111              | Luca Mozzato ‏     | 75               |
| 112              | جينثي بيرمانز ‏    | 19               |
| 113              | ناصر بوهاني       | 6                |
| 114              | Donavan Grondin ‏  | 50               |
| 115              | Kévin Ledanois ‏   | 70               |
| 116              | ألان ريو ‏         | 111              |
| 117              | Alessandro Verre ‏ | 99               |

| Team Solution Tech–Vini Fantini ‏ COR | Team Solution Tech–Vini Fantini ‏ COR | Team Solution Tech–Vini Fantini ‏ COR |
| ------------------------------------ | ------------------------------------ | ------------------------------------ |
| م                                    | عداء                                 | مرتبة                                |
| 121                                  | أتيليو فيفياني ‏                      | 44                                   |
| 122                                  | Matteo Amella ‏                       |                                      |
| 123                                  | Stefano Gandin ‏                      | 53                                   |
| 124                                  | Alessandro Iacchi ‏                   | 97                                   |
| 125                                  | Alexander Konychev ‏                  | 89                                   |
| 126                                  | Simone Olivero ‏                      | 73                                   |
| 127                                  | Veljko Stojnić ‏                      | 112                                  |

| Team DSM DSM | Team DSM DSM      | Team DSM DSM |
| ------------ | ----------------- | ------------ |
| م            | عداء              | مرتبة        |
| 131          | Marius Mayrhofer ‏ | 100          |
| 132          | Patrick Eddy ‏     | 104          |
| 133          | الكسندر ادموندسون | 55           |
| 134          | Niklas Märkl ‏     | 46           |
| 135          | Lorenzo Milesi ‏   | 37           |
| 136          | Moritz Kärsten‏    | 78           |
| 137          | Casper van Uden ‏  | 3            |

| Team Jayco AlUla JAY | Team Jayco AlUla JAY | Team Jayco AlUla JAY |
| -------------------- | -------------------- | -------------------- |
| م                    | عداء                 | مرتبة                |
| 141                  | ديلان جروينويغن      | 10                   |
| 142                  | أليكساندر بالمر      | 85                   |
| 143                  | لوسون كرادوك         | 90                   |
| 144                  | لوكاس بوستلبيرغر     | 77                   |
| 145                  | Blake Quick ‏         | لم يكمل السباق       |
| 146                  | Elmar Reinders ‏      | 65                   |
| 147                  | زدينيك ستيبار        | 67                   |

| Trek-Segafredo TFS | Trek-Segafredo TFS       | Trek-Segafredo TFS |
| ------------------ | ------------------------ | ------------------ |
| م                  | عداء                     | مرتبة              |
| 151                | جون ابرستوري             | 9                  |
| 152                | جوليان برنارد            | 91                 |
| 153                | Amanuel Ghebreigzabhier ‏ | 68                 |
| 154                | Asbjørn Hellemose ‏       | 24                 |
| 155                | Jacopo Mosca ‏            | 31                 |

| سويس ريسينغ أكادمي ‏ TUD | سويس ريسينغ أكادمي ‏ TUD   | سويس ريسينغ أكادمي ‏ TUD |
| ----------------------- | ------------------------- | ----------------------- |
| م                       | عداء                      | مرتبة                   |
| 161                     | Arvid de Kleijn ‏          | 1                       |
| 162                     | Arthur Kluckers ‏          | 109                     |
| 163                     | Sebastian Kolze Changizi ‏ | 81                      |
| 164                     | Aloïs Charrin ‏            | 71                      |
| 165                     | Miká Heming ‏              | 80                      |
| 166                     | ريك بلومرز ‏               | 74                      |
| 167                     | Maikel Zijlaard ‏          | 15                      |

| Astana Qazaqstan Team AST | Astana Qazaqstan Team AST | Astana Qazaqstan Team AST |
| ------------------------- | ------------------------- | ------------------------- |
| م                         | عداء                      | مرتبة                     |
| 1                         | مارك كافنديش (طريق)       | 33                        |
| 2                         | سيس بول                   | 49                        |
| 3                         | Yevgeniy Fedorov ‏         | 25                        |
| 4                         | دافيدي مارتينيلي          | 60                        |
| 5                         | Aleksandr Riabushenko ‏    | 40                        |
| 6                         | Gleb Syritsa ‏             | 27                        |
| 7                         | بيترو فيلاسكو             | 88                        |

| AG2R Citroën Team ACT | AG2R Citroën Team ACT | AG2R Citroën Team ACT |
| --------------------- | --------------------- | --------------------- |
| م                     | عداء                  | مرتبة                 |
| 11                    | بينوا كوسنيفروي       | 92                    |
| 12                    | Lawrence Naesen ‏      | 21                    |
| 13                    | أوليفر ناسن           | 106                   |
| 14                    | مايكل شير             | 98                    |
| 15                    | جريج فان أفرمت        | 41                    |
| 16                    | أندريا فيندرام        | 8                     |
| 17                    | Larry Warbasse ‏       | 95                    |

| بنجوال باوليز ساوكس دبليو بي ‏ BWB | بنجوال باوليز ساوكس دبليو بي ‏ BWB | بنجوال باوليز ساوكس دبليو بي ‏ BWB |
| --------------------------------- | --------------------------------- | --------------------------------- |
| م                                 | عداء                              | مرتبة                             |
| 21                                | ماتيو مالوسيلي                    | 113                               |
| 22                                | Johan Meens ‏                      | 87                                |
| 23                                | Rémy Mertz ‏                       | 103                               |
| 24                                | Dimitri Peyskens ‏                 | 105                               |
| 25                                | Alexander Salby ‏                  | 51                                |
| 26                                | ماركو تيزا                        | 107                               |
| 27                                | Aaron Van der Beken ‏              | 36                                |

| Bora-Hansgrohe BOH | Bora-Hansgrohe BOH | Bora-Hansgrohe BOH |
| ------------------ | ------------------ | ------------------ |
| م                  | عداء               | مرتبة              |
| 31                 | Jordi Meeus ‏       | 7                  |
| 32                 | جيوفاني أليوتي     | 102                |
| 33                 | Shane Archbold ‏    | 32                 |
| 34                 | Matteo Fabbro ‏     | 101                |
| 35                 | باتريك كونراد      | 94                 |
| 36                 | Victor Koretzky ‏   | 26                 |
| 37                 | Matt Walls ‏        | 63                 |

| EF Education-EasyPost EFE | EF Education-EasyPost EFE | EF Education-EasyPost EFE |
| ------------------------- | ------------------------- | ------------------------- |
| م                         | عداء                      | مرتبة                     |
| 41                        | ألبرتو بيتول              | 61                        |
| 42                        | ريتشارد كاراباز (طريق)    | 72                        |
| 43                        | Stefan de Bod ‏            | 82                        |
| 44                        | ينس كوكلاير               | 79                        |
| 45                        | جيمس شو                   | 96                        |
| 46                        | ماريجن فان دن بيرغ        | 17                        |
| 47                        | Łukasz Wiśniowski ‏        | 30                        |

| إيولو كوميت ‏ EOK | إيولو كوميت ‏ EOK  | إيولو كوميت ‏ EOK |
| ---------------- | ----------------- | ---------------- |
| م                | عداء              | مرتبة            |
| 51               | ميركو مايستري     | 13               |
| 52               | بيترو بيفيلاكوا   | 34               |
| 53               | Giovanni Lonardi ‏ | 35               |
| 54               | David Martin ‏     | 22               |
| 55               | Andrea Pietrobon ‏ | 110              |
| 56               | Samuele Rivi ‏     | 29               |
| 57               | Javier Serrano ‏   | 14               |

| Green Project-Bardiani CSF-Faizanè BCF | Green Project-Bardiani CSF-Faizanè BCF | Green Project-Bardiani CSF-Faizanè BCF |
| -------------------------------------- | -------------------------------------- | -------------------------------------- |
| م                                      | عداء                                   | مرتبة                                  |
| 61                                     | Filippo Fiorelli ‏                      | 23                                     |
| 62                                     | Iker Bonillo ‏                          | 43                                     |
| 63                                     | Lorenzo Conforti ‏                      | 38                                     |
| 64                                     | Luca Colnaghi ‏                         | 28                                     |
| 65                                     | Davide Gabburo ‏                        | 16                                     |
| 66                                     | Alessio Nieri ‏                         | 108                                    |
| 67                                     | Alessandro Pinarello ‏                  | 52                                     |

| Intermarché-Circus-Wanty ICW | Intermarché-Circus-Wanty ICW | Intermarché-Circus-Wanty ICW |
| ---------------------------- | ---------------------------- | ---------------------------- |
| م                            | عداء                         | مرتبة                        |
| 71                           | بينيام جيرماي                | 18                           |
| 72                           | نيكولو بونيفازيو             | 69                           |
| 73                           | Francesco Busatto ‏           | 42                           |
| 74                           | Sven Erik Bystrøm ‏           | 56                           |
| 75                           | ايمي دي جندت                 | 83                           |
| 76                           | مايك تيونسين                 | لم يبدأ                      |
| 77                           | لويك فليجن                   | 84                           |

| Israel-Premier Tech IPT | Israel-Premier Tech IPT | Israel-Premier Tech IPT |
| ----------------------- | ----------------------- | ----------------------- |
| م                       | عداء                    | مرتبة                   |
| 81                      | إيتامار أينهورن (طريق)  | 4                       |
| 82                      | بن هيرمانز              | 54                      |
| 83                      | Alastair Mackellar ‏     | 86                      |
| 84                      | Nadav Raisberg ‏         | 57                      |
| 85                      | Jens Reynders ‏          | 11                      |

| Movistar Team MOV | Movistar Team MOV | Movistar Team MOV |
| ----------------- | ----------------- | ----------------- |
| م                 | عداء              | مرتبة             |
| 91                | فرناندو جافيريا   | 2                 |
| 92                | Juri Hollmann ‏    | 47                |
| 93                | جون جاكوبس        | 58                |
| 94                | Oier Lazkano ‏     | 66                |
| 95                | لويس ماس          | 20                |
| 96                | Iván Romeo ‏       | 59                |
| 97                | غونزالو سيرانو    | 12                |

| Q36.5 Pro Cycling Team ‏ Q36 | Q36.5 Pro Cycling Team ‏ Q36 | Q36.5 Pro Cycling Team ‏ Q36 |
| --------------------------- | --------------------------- | --------------------------- |
| م                           | عداء                        | مرتبة                       |
| 101                         | ماتيو موشيتي                | 5                           |
| 102                         | ماتيو باديلاتي              | 62                          |
| 103                         | Marcel Camprubí ‏            | 64                          |
| 104                         | كوري ديفيس ‏                 | 48                          |
| 105                         | Alessandro Fedeli ‏          | 76                          |
| 106                         | توبياس لودفيجسون            | 39                          |
| 107                         | Cyrus Monk ‏                 | 45                          |

| Arkéa-Samsic ARK | Arkéa-Samsic ARK  | Arkéa-Samsic ARK |
| ---------------- | ----------------- | ---------------- |
| م                | عداء              | مرتبة            |
| 111              | Luca Mozzato ‏     | 75               |
| 112              | جينثي بيرمانز ‏    | 19               |
| 113              | ناصر بوهاني       | 6                |
| 114              | Donavan Grondin ‏  | 50               |
| 115              | Kévin Ledanois ‏   | 70               |
| 116              | ألان ريو ‏         | 111              |
| 117              | Alessandro Verre ‏ | 99               |

| Team Solution Tech–Vini Fantini ‏ COR | Team Solution Tech–Vini Fantini ‏ COR | Team Solution Tech–Vini Fantini ‏ COR |
| ------------------------------------ | ------------------------------------ | ------------------------------------ |
| م                                    | عداء                                 | مرتبة                                |
| 121                                  | أتيليو فيفياني ‏                      | 44                                   |
| 122                                  | Matteo Amella ‏                       |                                      |
| 123                                  | Stefano Gandin ‏                      | 53                                   |
| 124                                  | Alessandro Iacchi ‏                   | 97                                   |
| 125                                  | Alexander Konychev ‏                  | 89                                   |
| 126                                  | Simone Olivero ‏                      | 73                                   |
| 127                                  | Veljko Stojnić ‏                      | 112                                  |

| Team DSM DSM | Team DSM DSM      | Team DSM DSM |
| ------------ | ----------------- | ------------ |
| م            | عداء              | مرتبة        |
| 131          | Marius Mayrhofer ‏ | 100          |
| 132          | Patrick Eddy ‏     | 104          |
| 133          | الكسندر ادموندسون | 55           |
| 134          | Niklas Märkl ‏     | 46           |
| 135          | Lorenzo Milesi ‏   | 37           |
| 136          | Moritz Kärsten‏    | 78           |
| 137          | Casper van Uden ‏  | 3            |

| Team Jayco AlUla JAY | Team Jayco AlUla JAY | Team Jayco AlUla JAY |
| -------------------- | -------------------- | -------------------- |
| م                    | عداء                 | مرتبة                |
| 141                  | ديلان جروينويغن      | 10                   |
| 142                  | أليكساندر بالمر      | 85                   |
| 143                  | لوسون كرادوك         | 90                   |
| 144                  | لوكاس بوستلبيرغر     | 77                   |
| 145                  | Blake Quick ‏         | لم يكمل السباق       |
| 146                  | Elmar Reinders ‏      | 65                   |
| 147                  | زدينيك ستيبار        | 67                   |

| Trek-Segafredo TFS | Trek-Segafredo TFS       | Trek-Segafredo TFS |
| ------------------ | ------------------------ | ------------------ |
| م                  | عداء                     | مرتبة              |
| 151                | جون ابرستوري             | 9                  |
| 152                | جوليان برنارد            | 91                 |
| 153                | Amanuel Ghebreigzabhier ‏ | 68                 |
| 154                | Asbjørn Hellemose ‏       | 24                 |
| 155                | Jacopo Mosca ‏            | 31                 |

| سويس ريسينغ أكادمي ‏ TUD | سويس ريسينغ أكادمي ‏ TUD   | سويس ريسينغ أكادمي ‏ TUD |
| ----------------------- | ------------------------- | ----------------------- |
| م                       | عداء                      | مرتبة                   |
| 161                     | Arvid de Kleijn ‏          | 1                       |
| 162                     | Arthur Kluckers ‏          | 109                     |
| 163                     | Sebastian Kolze Changizi ‏ | 81                      |
| 164                     | Aloïs Charrin ‏            | 71                      |
| 165                     | Miká Heming ‏              | 80                      |
| 166                     | ريك بلومرز ‏               | 74                      |
| 167                     | Maikel Zijlaard ‏          | 15                      |

## التصنيف العام النهائي
| التصنيف العام         | التصنيف العام    | التصنيف العام           | التصنيف العام | التصنيف العام |
| العداء                | العداء           | الفريق                  | الوقت         |               |
| --------------------- | ---------------- | ----------------------- | ------------- | ------------- |
| 1                     | Arvid de Kleijn ‏ | سويس ريسينغ أكادمي ‏     | 3 س 59 د 02 ث |               |
| 2                     | فرناندو جافيريا  | موفيستار                | + 0 ث         |               |
| 3                     | Casper van Uden ‏ | Team DSM                | + 0 ث         |               |
| 4                     | إيتامار أينهورن  | Israel-Premier Tech     | + 0 ث         |               |
| 5                     | ماتيو موشيتي     | Q36.5 Pro Cycling Team ‏ | + 0 ث         |               |
| 6                     | ناصر بوهاني      | اركيا سامسيك            | + 0 ث         |               |
| 7                     | Jordi Meeus ‏     | بورا هانسغروه           | + 0 ث         |               |
| 8                     | أندريا فيندرام   | AG2R Citroën Team       | + 0 ث         |               |
| 9                     | جون ابرستوري     | تريك سيغافريدو          | + 0 ث         |               |
| 10                    | ديلان جروينويغن  | Jayco AlUla             | + 0 ث         |               |
|                       |                  |                         |               |               |
| مصدر: ProCyclingStats |                  |                         |               |               |

## وصلات خارجية
- الموقع الرسمي
- لمحة عن سباق ميلانو-تورينو 2023 على موقع  ProCyclingStats   (برو  سايكلنج  ستاتس) - إحصاءات  محترفي  الدراجات.
- ميلانو-تورينو 2023 على موقع إحصائيات الدراجات الإحترافية (الإنجليزية)